# Ophiarachnella africana
Ophiarachnella africana is een slangster uit de familie Ophiodermatidae.
De wetenschappelijke naam van de soort werd in 1914 gepubliceerd door René Koehler.